# Старая квантовая теория
Ста́рая ква́нтовая тео́рия (иногда ста́рая ква́нтовая меха́ника) — подход к описанию атомных явлений, который был развит в 1900—1924 годах и предшествовал созданию квантовой механики. Характерная черта этой теории — одновременное использование классической механики и некоторых предположений, вступавших в противоречие с ней. Основа старой квантовой теории — модель атома Бора, к которой позднее Арнольд Зоммерфельд добавил квантование z-компоненты углового момента, неудачно названное пространственным квантованием. Квантование z-компоненты дало возможность ввести эллиптические электронные орбиты и предложить концепцию энергетического вырождения. Успех старой квантовой теории состоял в корректном описании атома водорода и нормального эффекта Зеемана.
Основной инструмент старой квантовой теории — квантование Бора — Зоммерфельда, процедура, которая формирует некоторый дискретный набор состояний интегрированного движения классической системы и определяет их как разрешённые состояния этой системы аналогично разрешённым орбитам в модели Бора. Система может находиться только в этих состояниях и ни в каких других. Эта теория не может описывать хаотическое движение, поскольку требует полной замкнутости траекторий движения классической системы.
Основное отличие старой квантовой теории от последовавшей за ней квантовой механики — в старой квантовой теории сохранялось представление, будто электроны вращаются вокруг ядра атома по конкретным орбитам, и их энергия и импульс зависят от параметров орбиты. В квантовой механике считается, что электрон находится где-то вблизи ядра атома, но нельзя делать никаких утверждений о траектории его движения, в частности — утверждать, что он вращается по орбите. Понятие орбиты заменяется понятием орбитали — области около ядра атома, в которой нахождение электрона наиболее вероятно.

## История

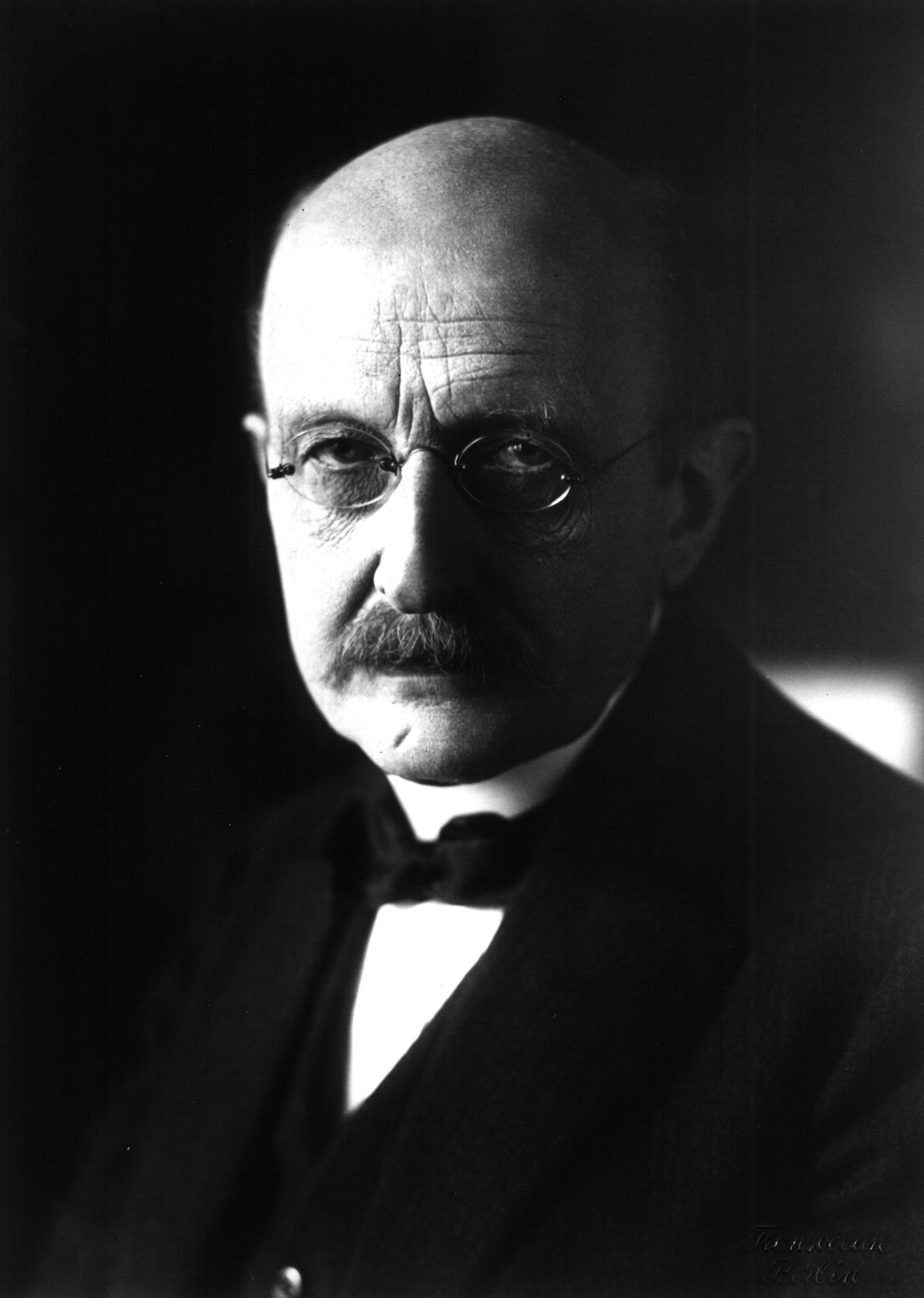
Макс Планк.

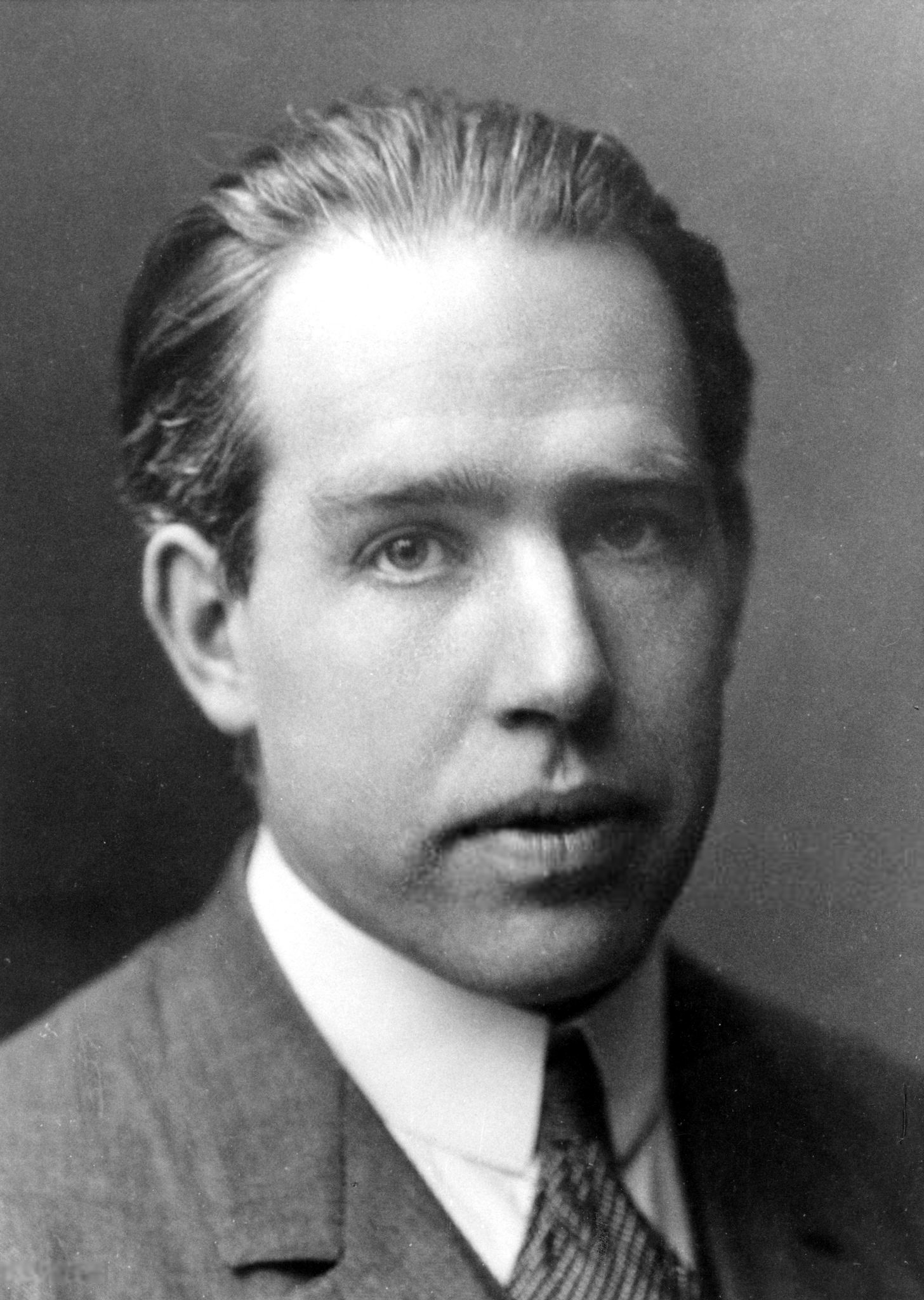
Нильс Бор.

Точкой отсчёта старой квантовой теории (и квантовой механики вообще) считается появление в самом начале XX века работ Макса Планка по излучению и поглощению света. Непосредственная разработка квантовой теории началась с внедрением Эйнштейном квантовой теории теплоёмкости твёрдого тела. В модели Эйнштейна считается, что каждый атом в решётке является независимым квантованным гармоническим осциллятором, что даёт возможность объяснить наряду с классическим законом Дюлонга — Пти при высоких температурах падение теплоёмкости при низких. При помощи такого приёма квантовые принципы были распространены на движение атомов. Позже Дебай усовершенствовал эту модель.
В 1913 году Нильс Бор использовал соображения, которые он вскоре сформулировал как принцип соответствия, и разработал модель атома водорода, которая могла объяснить его дискретный спектр, сформулировав два известных постулата. Позже Арнольд Зоммерфельд развил идеи Бора, распространив его модель на произвольные интегрируемые системы, используя принцип адиабатической инвариантности квантовых чисел. Модель Зоммерфельда была существенно ближе к современной квантовой механике, чем модель Бора.
На протяжении 1910-х и в начале 1920-х годов с помощью старой квантовой теории было успешно решено множество задач. Стала понятной природа колебательных и вращательных спектров молекул, открыт спин электрона, благодаря чему было объяснено существование полуцелых квантовых чисел. Планк ввёл нулевые колебания, Зоммерфельд успешно применил модель Бора к релятивистскому атому водорода, а Хендрик Крамерс объяснил эффект Штарка. Бозе и Эйнштейн предложили квантовую статистику для фотонов.
Крамерс предложил метод расчёта вероятностей перехода между квантовыми состояниями с использованием фурье-компонент движения, который позже был развит им вместе с Вернером Гейзенбергом в матричное полуклассическое отображение вероятностей перехода. Потом на основе этих идей Гейзенберг построил матричную механику — формулировку квантовой механики на основе матриц перехода.
В 1924 году Луи де Бройль разработал волновую теорию материи, которую немного позже развил Эйнштейн, выведя полуклассическое уравнение для волн материи. В 1925 году Эрвин Шрёдингер предложил квантовомеханическое волновое уравнение, которое дало возможность собрать воедино все результаты старой квантовой теории без каких-либо неувязок. Волновая механика Шрёдингера развивалась независимо от матричной механики Гейзенберга, но в экспериментах было видно, что оба метода предсказывают одинаковые результаты. Поль Дирак в 1926 году показал, что обе картины эквивалентны и вытекают из более общего метода — теории представлений.
Появление матричной и волновой механики ознаменовало конец старой квантовой теории.

## Основные принципы
Основная идея старой квантовой теории состояла в том, что движение атомной системы — квантованное (дискретное). Система подчиняется законам классической механики за единственным исключением: не все движения системы разрешены, а только те, которые соответствуют правилу
{\displaystyle \oint \limits _{{\mathcal {H}}(p,q)=E}p_{i}dq_{i}=n_{i}h,}
где {\displaystyle p_{i}} — канонические импульсы, {\displaystyle q_{i}} — сопряженные к ним координаты, {\displaystyle n_{i}} — квантовые числа, которые могут быть только целыми. Интеграл берётся по замкнутой (по каждой паре координата-импульс) траектории движения, что соответствует постоянной энергии {\displaystyle E} (которая описывается функцией Гамильтона {\displaystyle {\mathcal {H}}}). Кроме того, интеграл представляет собой площадь в фазовом пространстве, которая соответствует классическому действию. Действие, однако, является квантованным в единицах постоянной Планка, поэтому часто постоянную Планка называют квантом действия.
Для того чтобы условие квантования имело смысл, классическое движение должно разделяться, то есть должны существовать координаты {\displaystyle q_{i}} такие, что движение по каждой из таких координат будет периодическим (в случае несоизмеримости периодов по различным координатам полное движение периодическим не будет). Старая квантовая теория подчиняется принципу соответствия, основанному на следующих наблюдениях: величины, которые квантуются, должны быть адиабатическими инвариантами.

## Экспериментальная база

### Излучение абсолютно чёрного тела

При уменьшении температуры максимум спектральной интенсивности излучения абсолютно чёрного тела сдвигается к более длинным длинам волны, а его высота уменьшается. Кривые спектральной интенсивности (слева) сравниваются с классической формулой Рэлея — Джинса (справа).

Одна из главных задач физики конца XIX века — проблема излучения абсолютно чёрного тела. Абсолютно чёрное тело — это физическая идеализация: тело, которое полностью поглощает падающее излучение любых длин волн. Реальные же вещества чёрного цвета, например, сажа, поглощают 99 % падающего излучения в видимом диапазоне длин волн, однако инфракрасное излучение поглощается ими значительно хуже. Среди тел Солнечной системы абсолютно чёрному телу лучше всего соответствует Солнце.
Согласно классической термодинамике спектральная интенсивность I(ν) излучения должна быть одинаковой для любых абсолютно чёрных тел, нагретых до одинаковой температуры. Такое предсказание подтверждается экспериментом. Спектральная интенсивность достигает максимума при некоторой частоте νmax, а по обе стороны от максимума падает до нуля. Частота максимума νmax, как и его высота, увеличивается с температурой.
Попытки теоретически предсказать форму экспериментальной кривой спектральной интенсивности абсолютно чёрного тела на основе законов классической физики привели к формуле Рэлея — Джинса:
{\displaystyle I(\nu )={\frac {2\pi }{c^{2}}}kT\nu ^{2}.}
Кроме области малых частот, закон формулы Рэлея — Джинса не согласуется с экспериментом. Он предсказывает, что полная интенсивность излучаемой энергии бесконечно растёт с частотой (ультрафиолетовая катастрофа), но в действительности полная интенсивность конечна.
В 1900 году Макс Планк постулировал, что обмен энергией между атомами и испущенным ими электромагнитным излучением происходит дискретными порциями энергии, а наименьшая порция энергии при заданной частоте ν равна
{\displaystyle E=h\nu },
где h — постоянная Планка. При этом при взаимодействии атомов и излучения могут передаваться только целые кратные порции энергии hν. Используя этот постулат, Планк вывел формулу для спектральной интенсивности теплового равновесного электромагнитного излучения абсолютно чёрного тела:
{\displaystyle I(\nu )={\frac {2\pi \nu ^{2}}{c^{2}}}{\frac {h\nu }{e^{\frac {h\nu }{kT}}-1}},}
что прекрасно согласуется с экспериментом. Таким образом, Планк решил проблему излучения абсолютно чёрного тела, используя противоречащую классической физике идею о квантовании энергии.

### Фотоэффект
Фотоэффект — явление эмиссии веществом электронов под действием света (и, вообще говоря, любого электромагнитного излучения). Первые систематические исследования фотоэффекта выполнены русским физиком Столетовым в 1888 году, который установил несколько важных закономерностей. Ключевым моментом оказался тот факт, что энергия фотоэлектронов абсолютно не зависит от интенсивности падающего света: повышение интенсивности увеличивает лишь число выбиваемых электронов, но не их скорость. Однако оказалось, что скорость электронов зависит от частоты излучения, причём с увеличением частоты энергия фотоэлектронов растёт линейно. Такие явления были непонятны с позиции классической электродинамики.
Теоретическое объяснение фотоэффекта дал Альберт Эйнштейн в 1905 году. Используя гипотезу Планка, он предположил, что свет не только излучается порциями (квантами), но и вообще представляет собой поток квантов (фотонов) с энергией hν. При фотоэффекте часть падающего света отражается от поверхности, а другая часть проникает внутрь поверхностного слоя металла и поглощается там. Когда электрон поглощает фотон, он получает от него энергию и, затрачивая часть её на работу выхода Aout, покидает металл. Таким образом, имеем уравнение Эйнштейна для фотоэффекта:
{\displaystyle h\nu =A_{out}+P+eV,}
где P — энергия ионизации (которую для металлов можно положить нулю, поскольку металл имеет большое количество свободных электронов), eV — кинетическая энергия фотоэлектрона. Это уравнение было вскоре интенсивно проверено в экспериментах Роберта Милликена, за которые в том числе он получил Нобелевскую премию по физике 1923 года.
Таким образом, явление фотоэффекта является экспериментальным подтверждением гипотезы Планка и наличия у света корпускулярных свойств.

### Опыт Франка — Герца
Эксперимент по неупругому рассеянию электронов на атомах, поставленный в 1913—1914 годах Джеймсом Франком и Густавом Людвигом Герцом, подтвердил справедливость постулатов Бора.
В этом опыте атомы или молекулы более-менее разреженного газа бомбардируются медленными электронами. При этом исследуется распределение скоростей электронов до и после столкновений. Если столкновения упругие, то распределение скоростей не меняется; и наоборот, при неупругих столкновениях часть электронов теряет свою энергию, отдавая её атомам, с которыми они сталкивались, поэтому распределение скоростей меняется.
В результате опыта Франка — Герца обнаружилось, что:
- при скоростях электронов, которые меньше некоторой критической скорости, столкновение является полностью упругим, то есть электрон не передаёт атому свою энергию, но отскакивает от него, меняя только направление своей скорости;
- при достижении критической скорости удар становится неупругим, то есть электрон теряет часть своей энергию и передаёт её атому, который при этом переходит в другое стационарное состояние, характеризующееся большей энергией.

## Примеры применения

### Тепловые свойства гармонического осциллятора
Гармонический осциллятор — простейшая система старой квантовой теории. Запишем гамильтониан:
{\displaystyle {\mathcal {H}}={\frac {p^{2}}{2m}}+{\frac {m\omega ^{2}q^{2}}{2}}.}
Энергетические уровни системы определяются орбитами движения, а орбиты отбираются согласно следующему квантовому правилу: площадь в фазовом пространстве, которую покрывает каждая орбита, должна быть целой. Отсюда следует, что энергия квантуется по правилу Планка:
{\displaystyle E_{n}=n\hbar \omega ,}
известный результат, по которому формулируется правило квантования старой квантовой теории. Следует отметить, что этот результат отличается от настоящего на {\displaystyle \hbar \omega /2}, поскольку из квантовой механики известно, что нулевой уровень для гармонического осциллятора имеет энергию {\displaystyle \hbar \omega /2}.
Термодинамические величины для квантованного гармонического осциллятора можно определить с помощью усреднения энергии в каждом из дискретных состояний:
{\displaystyle U={\frac {1}{Z}}\sum \limits _{n}n\hbar \omega e^{-{\frac {n\hbar \omega }{kT}}}={\hbar \omega e^{-{\frac {\hbar \omega }{kT}}} \over 1-e^{-{\frac {\hbar \omega }{kT}}}},}
где {\displaystyle k} — постоянная Больцмана, {\displaystyle T} — абсолютная температура (которая измеряется в более естественных энергетических единицах), {\displaystyle Z=\sum \limits _{n}e^{-{\frac {n\hbar \omega }{kT}}}} — статистическая сумма. Легко видеть, что при очень низких температурах (то есть когда величина {\displaystyle \beta ={\frac {1}{kT}}} является большой) средняя энергия гармонического осциллятора {\displaystyle U} очень быстро — экспоненциально — достигает нуля. Причина состоит в том, что {\displaystyle kT} является характерной энергией произвольного движения при температуре {\displaystyle T}, и если она меньше {\displaystyle \hbar \omega }, её не хватает для того, чтобы передать осциллятору хотя бы один квант энергии. Поэтому гармонический осциллятор остаётся в основном состоянии.
Это означает, что при очень низких температурах изменение энергии относительно {\displaystyle \beta } (и, естественно, температуры) является малым. Изменение энергии относительно температуры — это теплоёмкость; поэтому теплоёмкость является малой при низких температурах, стремясь к нулю как
{\displaystyle e^{-{\frac {\hbar \omega }{kT}}}.}
При высоких температурах (то есть при малых {\displaystyle \beta }) средняя энергия {\displaystyle U} равна {\displaystyle kT}. Этот факт согласуется с законом равнораспределения классической термодинамики: каждый гармонический осциллятор при температуре {\displaystyle T} имеет среднюю энергию {\displaystyle kT}. Это означает, что теплоёмкость осциллятора постоянна (в классической механике) и равна постоянной Больцмана {\displaystyle k}. Для совокупности атомов, которые соединены пружинами (приемлемая модель твердого тела), полная теплоёмкость равна {\displaystyle Nk}, где {\displaystyle N} — количество осцилляторов. В целом каждому атому сопоставляют три осциллятора, учитывая три возможных направления колебаний в трёх измерениях. Поэтому теплоёмкость классического твёрдого тела при достаточно высокой температуре равна {\displaystyle 3k} на атом, или {\displaystyle 3R} на моль, — закон Дюлонга — Пти.
Одноатомные твёрдые тела при комнатных температурах имеют приблизительно такую же теплоёмкость — {\displaystyle 3k} на атом, но при низких температурах это не так. С уменьшением температуры теплоёмкость также уменьшается и достигает нуля при абсолютном нуле температур. Это факт подтверждается для всех материальных систем и составляет третий закон термодинамики. Классическая механика не может объяснить третий закон термодинамики, поскольку в её рамках считается, что теплоёмкость не зависит от температуры.
Это противоречие между классической механикой и теплоёмкостью холодных тел заметил в XIX веке Максвелл; устранение этого противоречия было сложной задачей для тех, кто отстаивал атомарную теорию материи. Альберт Эйнштейн решил эту проблему в 1906 году, предложив идею квантования атомарного движения и сформулировав модель Эйнштейна — первое применение квантовой теории к механическим системам. Немного позже Петер Дебай развил более точную количественную теорию теплоёмкости твёрдых тел на основе квантованных гармонических осцилляторов с разными частотами (модель Дебая).

### Одномерный потенциал
При любой энергии E можно легко найти импульс p при помощи закона сохранения энергии:
{\displaystyle p={\sqrt {2m(E-V(q))}}.}
Это выражение интегрируется по всем значениям q между классическими точками поворота, где импульс равен нулю.

#### Прямоугольная потенциальная яма
Простейший случай — частица в прямоугольной потенциальной яме длиной L, для которой условие квантования выглядит следующим образом:
{\displaystyle 2\int _{0}^{L}pdq=nh,}
откуда импульс:
{\displaystyle p={\frac {nh}{2L}}.}
Интегрируя правую часть уравнения для импульса, можно найти энергетические уровни:
{\displaystyle E_{n}={\frac {n^{2}h^{2}}{8mL^{2}}}.}

#### Линейный потенциал
Рассмотрим другой потенциал — линейный, который соответствует постоянной силе F. Квантовомеханическая формулировка этой задачи довольно сложна, и, в отличие от рассмотренных выше случаев, полуклассический результат не является точным, а лишь стремится к таковому при увеличении значений квантовых чисел. Имеем:
{\displaystyle 2\int _{0}^{\frac {E}{F}}{\sqrt {2m(E-Fx)}}dx=nh,}
что даёт условие квантования:
{\displaystyle {4 \over 3}{\sqrt {2m}}{E^{3/2} \over F}=nh,}
откуда можно определить энергетические уровни:
{\displaystyle E_{n}=\left({\frac {3F}{4{\sqrt {2m}}}}nh\right)^{2/3}.}

#### Квадратичный потенциал
Полуклассический результат этой задачи совпадает с квантовомеханическим в случае вычисления энергии основного состояния. Условие квантования будет иметь вид:
{\displaystyle 2\int _{-{\sqrt {\frac {2E}{k}}}}^{\sqrt {\frac {2E}{k}}}{\sqrt {2m\left(E-{\frac {1}{2}}kx^{2}\right)}}\ dx=nh,}
откуда определяем энергетические уровни:
{\displaystyle E=n{\frac {h}{2\pi }}{\sqrt {\frac {k}{m}}}=n\hbar \omega ,}
где {\displaystyle \omega } — угловая частота.

### Ротатор
Ротатор состоит из тела массы M, которое закреплено на безмассовом жёстком стержне длиной R, и описывается следующим двумерным лагранжианом:
{\displaystyle {\mathcal {L}}_{2D}={\frac {MR^{2}{\dot {\varphi }}^{2}}{2}},}
из которого можно выразить угловой момент {\displaystyle L}, зависящий от полярного угла {\displaystyle \varphi }:
{\displaystyle L=MR^{2}{\dot {\varphi }}.}
Старая квантовая теория требует, чтобы угловой момент был квантованным:
{\displaystyle L=n\hbar .}
В модели Бора такого условия квантования, которое накладывается на круговые орбиты, достаточно для определения энергетического спектра.
Трёхмерный жёсткий ротатор описывается двумя углами θ и φ сферической системы координат относительно произвольно выбранной оси Oz. Опять в лагранжиан входит только кинетическая энергия:
{\displaystyle {\mathcal {L}}_{3D}={\frac {MR^{2}{\dot {\theta }}^{2}}{2}}+{\frac {MR^{2}({\dot {\varphi }}\sin \theta )^{2}}{2}},}
Канонические импульсы будут иметь вид:
{\displaystyle p_{\theta }={\dot {\theta }},}
{\displaystyle p_{\varphi }={\dot {\varphi }}\sin ^{2}\theta .}
Уравнение для φ тривиальное, {\displaystyle p_{\varphi }} является константой:
{\displaystyle p_{\varphi }=l_{\varphi },}
что равно z-компоненте углового момента. Далее из условия квантования следует, что после интегрирования по углу φ от 0 до 2π:
{\displaystyle l_{\varphi }=m\hbar ,}
где m — так называемое магнитное квантовое число. Название происходит из-за того, что z-компонента углового момента равна магнитному моменту ротатора вдоль оси Oz (очевидно, если частица, находящаяся на конце ротатора, заряжена).
Полный угловой момент трёхмерного ротатора квантован аналогично двумерному. Два условия квантования определяют произвольные значения полного углового момента и его z-компоненты с помощью квантовых чисел l, m. Эти условия присутствуют и в квантовой механике, но во времена господства старой квантовой теории было непонятно, как может быть квантованной ориентация углового момента относительно произвольно выбранной оси Oz. Казалось, что отсюда должно было бы следовать существование некоторого выделенного направления в пространстве.
Это явление получило название пространственного квантования, но оно казалось несовместимым с изотропностью пространства. В квантовой механике угловой момент квантуется таким же образом, но его дискретные состояния вдоль одной оси являются суперпозицией состояний вдоль других осей, поэтому в процессе квантования не возникает какого-либо выделенного направления в пространстве. Поэтому сейчас термин «пространственное квантование» не употребляется, а вместо него используют термин «квантование углового момента».

### Атом водорода
Угловая часть атома водорода — это ротатор, который характеризуется квантовыми числами l, m. Остаётся неизвестной только радиальная координата, которая задаётся одномерным периодическим движением.
При фиксированном значении полного углового момента L функция Гамильтона классической задачи Кеплера имеет вид (здесь переменные выбраны таким образом, чтобы масса и энергия стали безразмерными):
{\displaystyle {\mathcal {H}}={\frac {p^{2}}{2}}+{\frac {l^{2}}{2r^{2}}}-{\frac {1}{r}}.}
Фиксируя энергию как (отрицательную) константу и решая полученное уравнение относительно импульса p, имеем условие квантования:
{\displaystyle 2\int {\sqrt {2E-{\frac {l^{2}}{r^{2}}}+{\frac {2}{r}}}}\ dr=kh,}
что определяет новое квантовое число k, которое в совокупности с числом l определяет энергетические уровни:
{\displaystyle E_{k,l}=-{\frac {1}{2(k+l)^{2}}}.}
Легко видеть, что энергия зависит от суммы квантовых чисел k и l, которую можно обозначить как ещё одно квантовое число n, которое называется главным квантовым числом. Если k неотрицательное, то разрешённые значения числа l при заданном n не могут быть больше заданного значения n.
Эта полуклассическая модель атома водорода имеет название модели Зоммерфельда, а орбитами электрона в ней являются эллипсы. Модель Зоммерфельда предсказывала тот факт, что магнитный момент атома, который измеряется вдоль некоторой оси, будет иметь только дискретные значения. Этот результат, казалось, противоречил изотропности пространства, но был подтверждён опытом Штерна — Герлаха. Теория Бора — Зоммерфельда являлась одним из самых важных этапов развития квантовой механики, поскольку описывала возможность расщепления энергетических уровней атома в магнитном поле, то есть объясняла эффект Зеемана.

### Релятивистская орбита (кеплеровская проблема)
Релятивистское решение для энергетических уровней атома был найден Арнольдом Зоммерфельдом. Запишем релятивистское уравнение для энергии с электростатическим потенциалом:
{\displaystyle E=m_{0}c^{2}\left({\frac {1}{\sqrt {1-{\frac {v^{2}}{c^{2}}}}}}-1\right)-k{\frac {Ze^{2}}{r}}}
и сделаем замену {\displaystyle u={\frac {1}{r}}}:
{\displaystyle {\frac {1}{\sqrt {1-{\frac {v^{2}}{c^{2}}}}}}=1+{\frac {E}{m_{0}c^{2}}}+k{\frac {Ze^{2}}{m_{0}c^{2}}}u.}
Выпишем выражения для импульсов:
{\displaystyle p_{r}=m{\dot {r}},}
{\displaystyle p_{\varphi }=mr^{2}{\dot {\varphi }},}
тогда их соотношение будет равно {\displaystyle {\frac {p_{r}}{p_{\varphi }}}=-{\frac {du}{d\varphi }}}, и отсюда можно получить уравнение движения (уравнение Бине):
{\displaystyle {\frac {d^{2}u}{d\varphi ^{2}}}=-\left(1-k^{2}{\frac {Z^{2}e^{4}}{c^{2}p_{\varphi }^{2}}}\right)u+{\frac {m_{0}kZe^{2}}{p_{\varphi }^{2}}}\left(1+{\frac {E}{m_{0}c^{2}}}\right)=-\omega _{0}^{2}u+K,}
решение которого имеет вид:
{\displaystyle u={\frac {1}{r}}=K+A\cos \omega _{0}\varphi .}
Угловое смещение перицентра за один период составляет
{\displaystyle \Delta \varphi =2\pi \left({\frac {1}{\omega _{0}}}-1\right).}
Условия квантования в нашем случае будут выглядеть следующим образом:
{\displaystyle \oint p_{\varphi }d\varphi =2\pi p_{\varphi }=n_{\varphi }h,}
{\displaystyle \oint p_{r}dr=p_{\varphi }\oint \left({\frac {1}{r}}{\frac {dr}{d\varphi }}\right)^{2}d\varphi =n_{r}h,}
откуда можно вычислить энергетические уровни:
{\displaystyle {\frac {E_{n_{r},n_{\varphi }}}{m_{0}c^{2}}}=\left(1+{\frac {\alpha ^{2}Z^{2}}{(n_{r}+{\sqrt {n_{\varphi }^{2}-\alpha ^{2}Z^{2}}})^{2}}}\right)^{-1/2}-1,}
где {\displaystyle \alpha ={\frac {2\pi ke^{2}}{hc}}} — постоянная тонкой структуры. Этот результат совпадает с решением уравнения Дирака. Кроме того, если сделать замены квантовых чисел {\displaystyle n_{r}\to n_{r}+1/2} и {\displaystyle n_{\varphi }\to l+1/2}, то полученная формула будет совпадать с точным решением уравнения Клейна — Гордона.

## Волны де Бройля

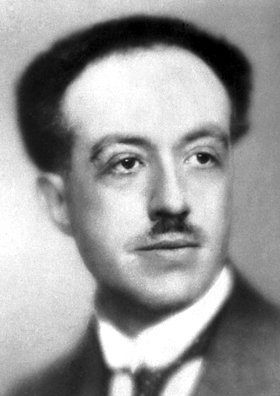
Луи де Бройль.

В 1905 году Эйнштейн заметил, что энтропия электромагнитного поля в ящике, которое по Планку изображается квантованными гармоническими осцилляторами, для случая коротких волн равна энтропии газа точечных частиц в таком же самом ящике, причём количество частиц равно количеству квантов. Поэтому Эйнштейн пришёл к выводу, что квант можно интерпретировать как локализованную частицу, частицу света — фотон.
Аргументация Эйнштейна основывалась на термодинамике, на подсчёте числа состояний, поэтому была довольно неубедительной. Несмотря на это, он выдвинул гипотезу о том, что у света имеются как волновые, так и корпускулярные свойства, точнее, что это стоячая электромагнитная волна с частотой {\displaystyle \omega } и квантованной энергией:
{\displaystyle E=n\hbar \omega ,}
которую можно представить в виде n фотонов с энергиями {\displaystyle \hbar \omega }. Но Эйнштейн не мог объяснить, каким образом фотоны связаны с волной.
Фотоны имеют энергию и импульс, равный {\displaystyle \hbar \mathbf {k} }, где {\displaystyle \mathbf {k} } — волновой вектор электромагнитной волны. Этого требует теория относительности, согласно которой импульс и энергия образуют 4-вектор, как и частота с волновым вектором.
В 1924 году Луи де Бройль выдвинул гипотезу о том, что вещество, в частности электрон, аналогично фотону, описывается волной, которая удовлетворяет следующему соотношению:
{\displaystyle p=\hbar k,}
или, записывая волновое число {\displaystyle k} через длину волны {\displaystyle \lambda },
{\displaystyle p={\frac {h}{\lambda }}.}
Потом он заметил, что условие квантования
{\displaystyle \int pdx=\hbar \int kdx=2\pi \hbar n}
определяет смену фазы волны, когда она проходит вдоль классической орбиты. Поэтому для конструктивной интерференции число длин волн, которое помещается на классической орбите, должно быть целым. Такое условие объясняет факт, что орбиты должны быть квантованными: волны материи образуют стоячие волны только при некоторых дискретных частотах и энергиях.
Например, для частицы, помещённой в ящик, стоячая волна должна вмещать целое число длин волны между стенками ящика. Тогда условие квантования имеет вид:
{\displaystyle n\lambda =2L,}
поэтому импульс квантуется так:
{\displaystyle p={\frac {nh}{2L}},}
определяя тем самым энергетические уровни.
Эйнштейн развил эту гипотезу дальше и придал ей математически более строгую форму, заметив, что фазовую функцию для волн в механической системе следует отождествить с решением уравнения Гамильтона — Якоби. Позже на основе этих идей Шрёдингер предложил своё квантовомеханическое уравнение, заложив тем самым основы волновой механики.

## Матрица переходов Крамерса

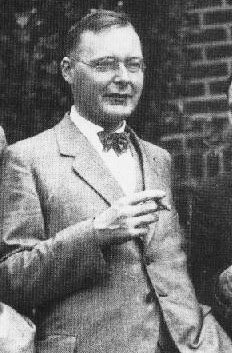
Хендрик Крамерс.

Старая квантовая теория была сформулирована только для некоторого класса механических систем. Например, она не работала с поглощением и эмиссией излучения. Но Хендрик Крамерс попытался найти правила, по которым можно рассчитывать поглощение и излучение.
Крамерс допустил, что орбиту квантовой системы можно разложить в ряд Фурье по гармоникам с кратными частоте {\displaystyle \omega } орбиты частотами:
{\displaystyle X_{n}(t)=\sum _{k=-\infty }^{\infty }e^{ik\omega t}X_{nk}.}
Здесь под индексом n имеется в виду набор квантовых чисел, который характеризует орбиту и должен совпадать с набором n, l, m модели Зоммерфельда. Частота {\displaystyle \omega =2\pi /T_{n}} — это угловая частота орбиты, k — индекс фурье-компоненты. Бор допускал, что k-я гармоника классического движения соответствует переходу с уровня n на уровень n − k.
Крамерс считал, что переход между состояниями аналогичен классической эмиссии излучения, которая происходит с частотами, кратными к орбитальным частотам. Интенсивность излучения будет пропорциональной {\displaystyle |X_{k}|^{2}}, как и должно быть в классической механике. Но такое описание неточно, если частоты фурье-компонент не соответствуют в точности энергиям переходу между уровнями.
Позже эти идеи были развиты Гейзенбергом, Борном и Йорданом, что привело к появлению матричной механики.

## Ограничения старой квантовой теории
Старая квантовая теория и, в частности, модель Бора являлись важным шагом в развитии теории строения атома. В начале XX века, когда применение квантовых гипотез было скорее искусством, чем наукой, успехи старой квантовой теории производили глубокое впечатление. Она показала неприменимость классической физики к внутриатомным явлениям и большое значение квантовых законов на микроскопическом уровне. Но старая квантовая теория является всего лишь переходным этапом к созданию последовательной теории атомных явлений, поскольку в её рамках можно решать только ограниченный круг задач. Основными причинами кризиса старой квантовой теории, который привёл к необходимости построения новой квантовой механики, были:
- внутренняя логическая противоречивость: теория не является ни последовательно квантовой, ни последовательно классической;
- невозможность объяснить аномальный эффект Зеемана;
- невозможность расчёта интенсивности спектральных линий;
- невозможность построения теории многоэлектронного атома (в частности, атома гелия).

Позже стало понятным, что старая квантовая теория фактически является квазиклассическим приближением уравнения Шрёдингера.